# Inventions & Dimensions
Inventions & Dimensions – trzeci album studyjny amerykańskiego pianisty i kompozytora jazzowego Herbiego Hancocka, wydany w 1964 roku nakładem Blue Note.

## Powstanie
Materiał na płytę został zarejestrowany 30 sierpnia 1963 roku przez Rudy'ego Van Geldera w należącym do niego studiu (Van Gelder Studio) w Englewood Cliffs w stanie New Jersey. Produkcją płyty zajął się Alfred Lion.

## Lista utworów
Opracowano na podstawie materiału źródłowego.
Wydanie LP
Strona A
| Nr | Tytuł utworu | Muzyka         | Długość |
| -- | ------------ | -------------- | ------- |
| 1. | „Succotash”  | Herbie Hancock | 7:40    |
| 2. | „Triangle”   | Hancock        | 11:01   |
|    |              |                | 18:41   |

Strona B
| Nr | Tytuł utworu   | Muzyka  | Długość |
| -- | -------------- | ------- | ------- |
| 1. | „Jack Rabbit”  | Hancock | 5:57    |
| 2. | „Mimosa”       | Hancock | 8:38    |
| 3. | „A Jump Ahead” | Hancock | 6:33    |
|    |                |         | 21:08   |

Utwór dodatkowy na reedycji (2005)
| Nr | Tytuł utworu              | Muzyka  | Długość |
| -- | ------------------------- | ------- | ------- |
| 1. | „Mimosa (alternate take)” | Hancock | 10:06   |
|    |                           |         | 10:06   |

## Twórcy
Opracowano na podstawie materiału źródłowego.
Muzycy:
- Herbie Hancock – fortepian
- Willie Bobo – perkusja
- Paul Chambers – kontrabas
- Osvaldo "Chihuahua" Martinez – instrumenty perkusyjne

Produkcja:
- Alfred Lion – produkcja muzyczna
- Rudy Van Gelder – inżynieria dźwięku
- Reid Miles – projekt okładki
- Francis Wolff – fotografia na okładce
- Nat Hentoff – liner notes
- Michael Cuscuna – produkcja muzyczna (reedycja z 2005)